# Apion confluens
Apion confluens är en skalbaggsart som beskrevs av Kirby 1808. Apion confluens ingår i släktet Apion, och familjen spetsvivlar. Arten är reproducerande i Sverige.